# لورا ديل ريو
لورا ديل ريو (بالإسبانية: Laura del Río)‏ (5 فبراير 1982 في إسبانيا - ) هي لاعبة كرة قدم إسبانية في مركز الهجوم. شاركت مع منتخب إسبانيا تحت 19 سنة لكرة القدم للسيدات. أما مع النوادي، فقد لعبت مع إف إف سي فرانكفورت وبوسطن بريكرز ونادي بريستول روفيرز ونادي ساباديل ونادي ليفانتي وواشنطن سبيريت وPhiladelphia Independence ‏ وBristol City W.F.C. ‏ وLevante UD Femenino ‏ وAD Torrejón CF (women) ‏ وCE Sabadell (women) ‏ وF.C. Indiana ‏.

## وصلات خارجية
- لورا ديل ريو على موقع الاتحاد الدولي (مؤرشف)  (الإنجليزية)
- لورا ديل ريو على موقع قاعدة بيانات كرة القدم.إي يو (الإنجليزية)
- لورا ديل ريو على موقع Soccerway.com (الإنجليزية)
- لورا ديل ريو على موقع عالم كرة القدم.نت (الإنجليزية)